# Pnar jezik
Pnar jezik (ISO 639-3: pbv), austroazijski jezik mon-khmerske porodice, kojim govori oko 88 000 ljudi, poglavito u indijskim državama Meghalaya, Assam i Mizoram (84 000), i u Bangladešu duž indijske granice (4000). Postoje dva glavna dijalekta, jaintia (synteng) i nongtung. 
Jaintia ima 12 govornih oblika, jowai, shangpung, batau, raliang, sutnga, sumer, martiang, barato, rymbai, lakadong, mynso i nongtalang. Svi su razumljivi osim nongtalanga koji je srodan kmerskom, a standardni je jowai.
Pnarski je nekad smatran dijalektom jezika khasi s kojim uz jezike war-jaintia [aml] (Bangladeš) i lyngngam [lyg] (Indija) čini jezičnu podskupinu khasi. Pleme Pnar uz svoj jezik koristi ponekad i Bengalskim [ben], Hindijem [hin], ili mizo [lus] jezikom.

## Vanjske poveznice
- Ethnologue (14th)
- Ethnologue (15th)